# Michał Konopiński
Michał Konopiński (ur. 11 sierpnia 1855 w Tarnowie, zm. 23 kwietnia 1928 w Krakowie) – polski dziennikarz, publicysta, radny Krakowa.

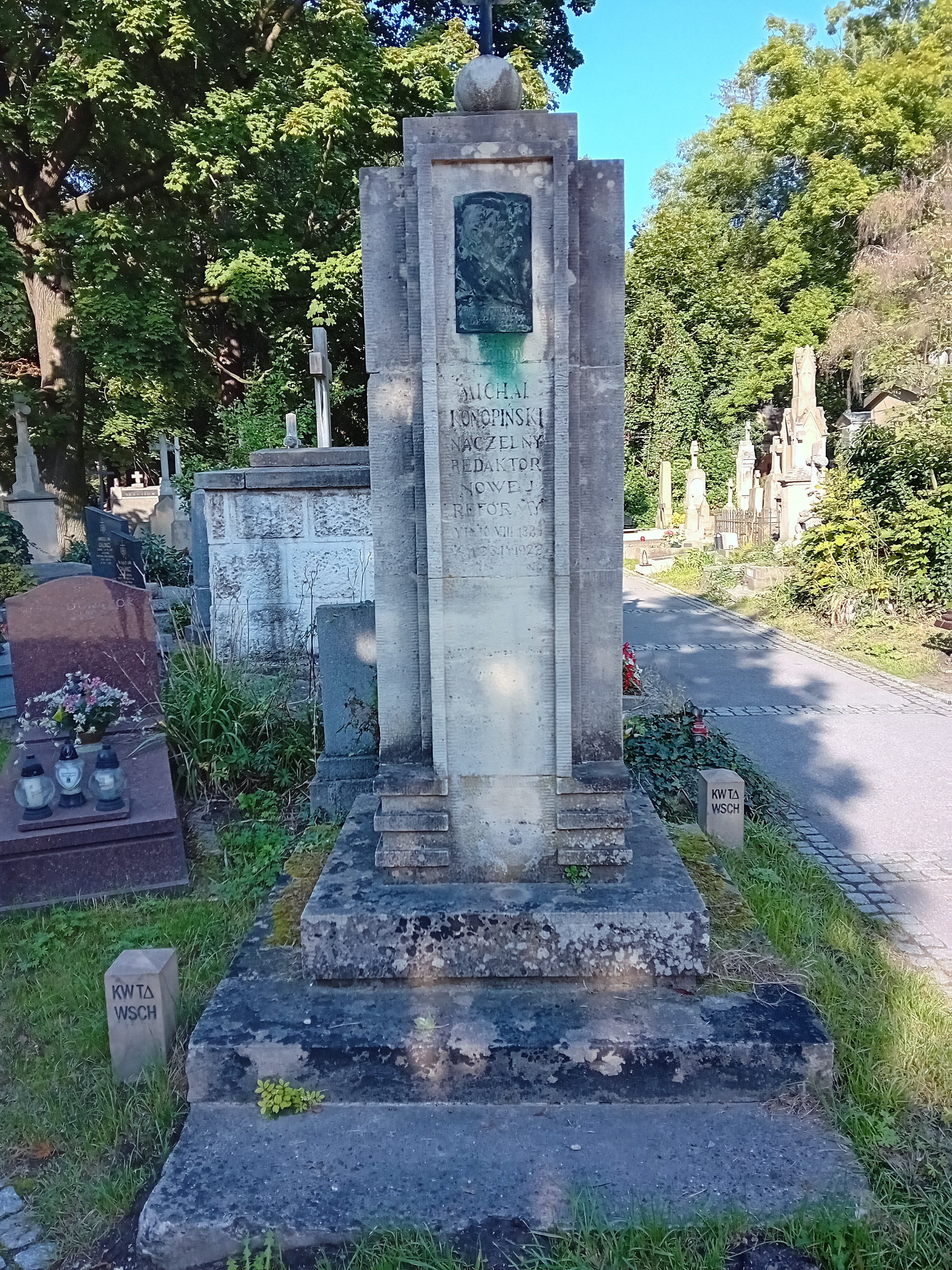
Nagrobek Michała Konopińskiego

## Życiorys
Urodził się 11 sierpnia 1855 w Tarnowie jako syn Szymona i Marianny z domu Kowalskiej. W 1874 ukończył gimnazjum w Tarnowie. Studiował literaturę i historię na Wydziale Filozoficznym Uniwersytetu Jagiellońskiego, został historykiem z krakowskiej szkoły historycznej, uczniem Józefa Szujskiego.. Początkowo pracował w zawodzie na nauczycielskim: C. K. Gimnazjum św. Anny w Krakowie, jako zastępca nauczyciela w C. K. IV Gimnazjum we Lwowie oraz na początku lat 80. przez cztery lata w C. K. V Gimnazjum Państwowym we Lwowie (tzw. „bernardyńskie”).
Zainteresował się jedna bliżej dziennikarstwem i tej dziedzinie poświęcił swoje życie zarówno zawodowe jak i prywatne. Był współpracownikiem redakcji „Kurjera Lwowskiego”, redagowanego przez Rewakowicza. We wrześniu 1888 przeniósł się do Krakowa, sprowadzony przez Tadeusza Romanowicza (także pracował w „Kurjerze Lwowskim”), 15 listopada 1888 zostając współpracownikiem „Nowej Reformy” (czasopisma o charakterze demokratycznym), zaś od 1889 do końca życia był redaktorem odpowiedzialnym tej gazety. Równocześnie od 1889 był sekretarzem redakcji, a od 1894 był także redaktorem naczelnym. Wydawał także „Wiadomości Krakowskie”. Był dziennikarzem i publicystą. Posługiwał się pseudonimami „Mydlarz” oraz „Pesymista”
Pełnił funkcję wiceprezesa Towarzystwa Dziennikarzy i Literatów we Lwowie. W 1907 został wybrany prezesem oddziału Towarzystwa Dziennikarzy Polskich w Krakowie. Należał do Syndykatu Dziennikarzy Krakowskich, w 1927 jako historycznie pierwszy otrzymał tytuł członka honorowego tego stowarzyszenia. Od 1905 sprawował mandat radnego rady miejskiej w Krakowie (wybrany z Koła Inteligencji) i w tym charakterze w listopadzie 1907 został wybrany delegatem do Galicyjskiej Rady Szkolnej Krajowej we Lwowie.
Zmarł po długiej chorobie 23 kwietnia 1928 w Krakowie w wieku 73 lat. 26 kwietnia 1928 został pochowany na cmentarzu Rakowickim w Krakowie (początkowo w miejscu tymczasowym, później ustanowiono osobny pomnik nagrobny w kwaterze TΔ). Nie założył rodziny.

## Publikacje
- Adam Asnyk jako polityk i redaktor. Ze wspomnień osobistych (1922)